# نیو سلطان
نیو سلطان، (به عبری: ניב סולטן) زاده ۱۶ سپتامبر ۱۹۹۲، یک بازیگر زن اهل اسرائیل است.
سلطان در محله کریات مناخم اورشلیم متولد و بزرگ شده‌است. والدین او میراو و شلمو سلطان از یهودیان اسپانیایی‌تبار کشور مراکش هستند. او دارای ۳ برادر است. او در مدرسه ابتدایی تالی و دبیرستان مائه بویر در اورشلیم تحصیل کرده‌است. نیو در ارتش اسرائیل به عنوان مأمور پزشکی در سپاه مهندسی رزمی اسرائیل خدمت کرد.
سلطان در مجموعه تلویزیونی تهران در نقش تامار رابینان مأمور زن ایرانی‌تبار موساد ظاهر شده‌است. او برای ایفای نقش هکر اسرائیلی در این سریال در مدت ۴ ماه زبان فارسی را آموخته‌است. 

## جوایز
- کاندید جایزه بهترین بازیگر خردسال-نوجوان آکادمی تلویزیون اسرائیل

## کارنامه
- (۲۰۱۴) سریال پروژه اورفئوس (به انگلیسی: The Orpheus Project) در نقش لیبی گوئتا (۹ قسمت)
- (۲۰۱۷) فیلم تقریباً مشهور (به انگلیسی: Almost Famous) در نقش (Shir Carmi)
- (۲۰۱۸) سریال ایلات (به انگلیسی: Eilat) در نقش تام شاچار (۲ قسمت)
- (۲۰۲۰) سریال تهران (به انگلیسی: Tehran) در نقش تامار رابینیان (تمامی قسمتها-نقش اصلی)